# Rafe Spall
Pour les articles homonymes, voir Spall (homonymie).
Rafe Spall, né le 10 mars 1983 dans le quartier londonien de Camberwell, en Angleterre, est un acteur britannique.

## Biographie
Rafe Spall est né le 10 mars 1983 dans le quartier londonien de Camberwell, est un acteur anglais.
Ses parents sont l'acteur Timothy Spall et Shane (née Baker) Spall. Il a deux sœurs, Pascale et Mercedes Spall.

### Vie privée
Il est marié depuis 2010 à l'actrice Elize du Toit. Ils ont trois enfants. Lena Spall, née en 2011, Rex Spall, né en 2012 et un autre fils, né en 2015.

## Filmographie

### Cinéma

#### Longs métrages
- 2004 : Shaun of the Dead d'Edgar Wright : Noel
- 2004 : The Calcium Kid d'Alex de Rakoff : Stan Parlour
- 2005 : Hooligans de Lexi Alexander : Swill
- 2005 : Opération Matchbox (The Last Drop) de Colin Teague : David Wellings
- 2006 : Une grande année (A Good Year) de Ridley Scott : Kenny
- 2006 : Kidulthood de Menhaj Huda : Lenny
- 2007 : Hot Fuzz d'Edgar Wright : Détective Andy Cartwright
- 2009 : The Scouting Book for Boys de Tom Harper : Steve
- 2010 : SUS de Robert Heath : Détective Wilby
- 2011 : Un jour (One Day) de Lone Scherfig : Ian
- 2011 : Anonymous de Roland Emmerich : William Shakespeare
- 2012 : Prometheus de Ridley Scott : Milburn
- 2012 : L'Odyssée de Pi (Life of Pi) d'Ang Lee : Yann Martel, l'écrivain
- 2012 : Earthbound d'Alan Brennan : Joe Norman
- 2013 : Mariage à l'anglaise (I Give It a Year) de Dan Mazer : Josh
- 2013 : Le Dernier Pub avant la fin du monde (The World's End) d'Edgar Wright : Le jeune homme
- 2014 : Et (beaucoup) plus si affinités (What If) de Michael Dowse : Ben
- 2014 : Le Monde de Nathan (X+Y) de Morgan Matthews : Humphrey
- 2014 : Noël en cavale (Get Santa) de Christopher Smith : Steve
- 2016 : The Big Short : Le Casse du siècle (The Big Short) d'Adam McKay : Danny Moses
- 2016 : Hirondelles et Amazones (Swallows and Amazons) de Philippa Lowthorpe : Jim Turner / Capitaine Flint
- 2016 : Quelques mots d'amour (Mum's List) de Niall Johnson : Singe Green
- 2017 : Le Rituel (The Ritual) de David Bruckner : Luke
- 2018 : Jurassic World : Fallen Kingdom de Juan Antonio Bayona : Eli Mills
- 2019 : Men in Black : International de F. Gary Gray : L'agent C
- 2019 : La Voie de la justice (Just Mercy) de Destin Daniel Cretton : Tommy Chapman
- 2019 : Denmark d'Adrian Shergold : Herb
- 2021 : Avance (trop) rapide (Long Story Short) de Josh Lawson : Teddy

#### Courts métrages
- 2007 : Get Off My Land de Douglas Ray : L'homme
- 2008 : Close de Laura Windebank : Eric
- 2009 : Modern Life Is Rubbish de Daniel Jerome Gill : Liam
- 2010 : Behind the Door de Des Hamilton : Bobby

### Télévision

#### Séries télévisées
- 2005 : The Rotters' Club : Sean Harding
- 2005 : Twisted Tales : Dominic
- 2009 : Miss Marple (Agatha Christie's Marple) : Roger Bassington
- 2009 : Desperate Romantics : William "Maniac" Hunt
- 2010 - 2011 : Pete Versus Life : Pete Griffiths
- 2011 : The Shadow Line : Ray Wratten
- 2014 : Black Mirror : Joe Potter
- 2015 : Sons of Liberty : John Hancock
- 2016 : Roadies : Reg Whitehead
- 2019 : La Guerre des mondes (The War of the Worlds) : George
- 2020 : Affaire Skripal : l'espion empoisonné (The Salisbury Poisonings) : Détective Nick Bailey
- 2020 - 2022 : Trying : Jason
- 2022 : The English : David Melmont
- 2025 : Smoke : Steven Burk

#### Téléfilms
- 2002 : Out of Control de Dominic Savage : Ray
- 2003 : Le Lion en hiver (The Lion in Winter) d'Andreï Kontchalovski : John
- 2004 : The Legend of the Tamworth Two de Metin Hüseyin : Crustie
- 2006 : Dracula de Bill Eagles : Jonathan Harker
- 2006 : Cracker d'Antonia Bird : Détective McAllister
- 2006 : The Chatterley Affair de James Hawes : Keith
- 2006 : Wide Sargasso Sea de Brendan Maher : Edward Rochester
- 2007 : A Room with a View de Nicholas Renton : George Emerson
- 2008 : He Kills Coppers d'Adrian Shergold : Frank Taylor
- 2015 : Harry Price : Ghost Hunter d'Alex Pillai : Harry Price
- 2018 : Papi Rebelle (Grandpa's Great Escape) d'Elliot Hegarty : Jack adulte (voix)

## Distinctions
- 2017 : Festival international du film de Catalogne : Prix d'interprétation masculine pour Le Rituel[1].